# フィリッポス・ダルラス
フィリッポス・ダルラス（ギリシア語: Φίλιππος Δάρλας、1983年10月23日 - ）は、ギリシャの元サッカー選手。元ギリシャ代表。ポジションはDF。

## クラブ歴
1999年にパネトリコスFCで選手となった。2001年にパナシナイコスFCに移籍したが、若かったために他クラブに期限付き移籍を繰り返した。パナシナイコス復帰後はUEFAチャンピオンズリーグでも出場した。2008年にはクリストス・メリシスとのトレードでPAOKテッサロニキに移籍した。
2010年6月28日にスタッド・ブレスト29に2年延長つきの単年契約で移籍。2011年1月に期限付き移籍でアトロミトスFCに移籍。2012年1月にエルゴテリスFCに完全移籍した。
同年夏にパネトリコスに復帰した。

## 代表歴
2006年1月21日に行われた韓国代表との親善試合でギリシャ代表として出場した。